# Список винахідниць
А Б В Г Ґ Д Е Є Ж З І Ї Й К Л М Н О П Р С Т У Ф Х Ц Ч Ш Щ Ю Я

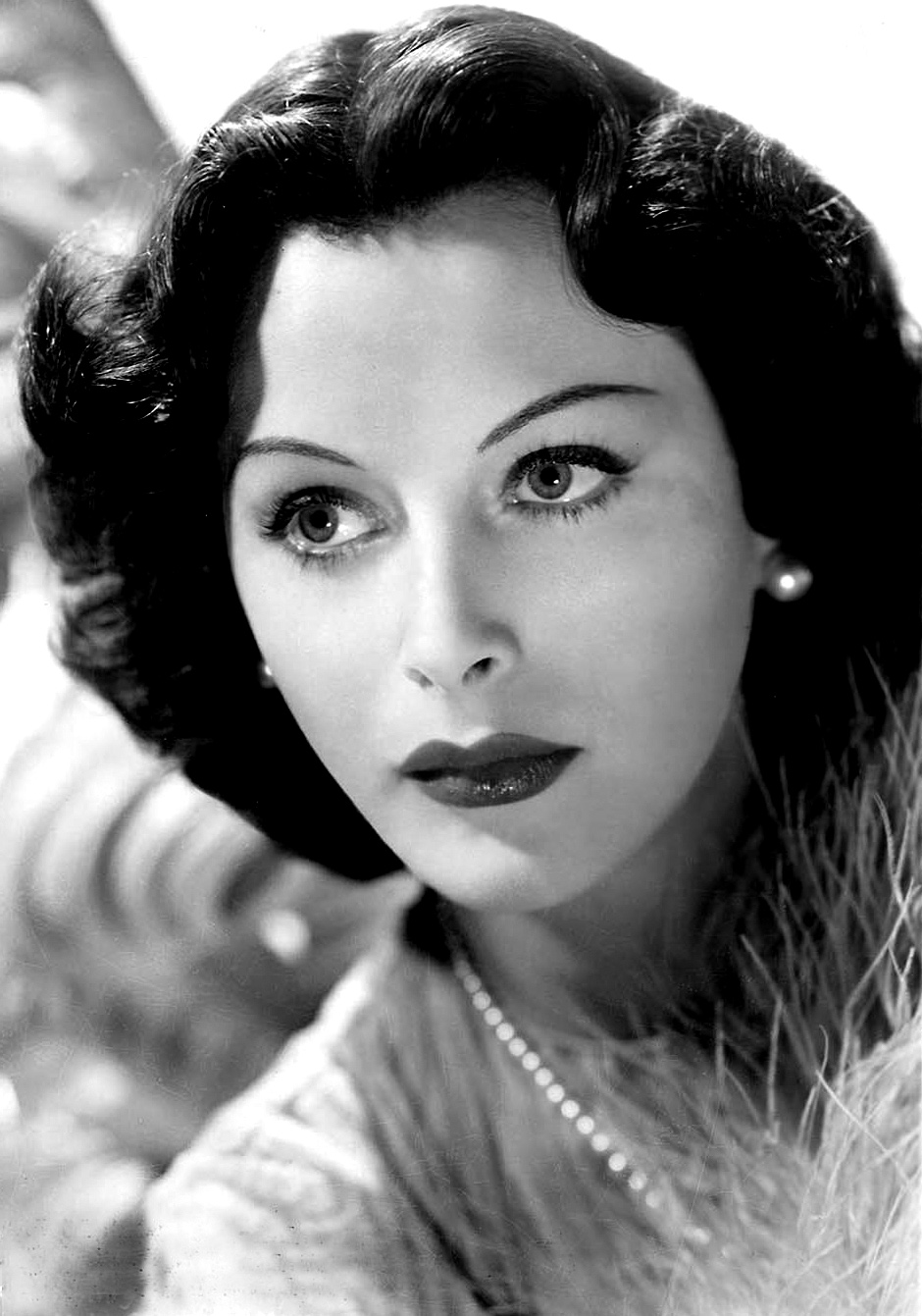
Геді Ламар, винахідниця технологій-предтеч бездротового зв'язку

Список винахідниць з вказанням сфер їх наукових досягнень. Список винаходів і відкриттів, здійснених жінками є конкретнішим за даний перелік, проте не вичерпує його.
| Ім'я               | Роки життя | Національність  | Інформація про діяльність та винаходи |
| ------------------ | ---------- | --------------- | --- |
| Герта Маркс Айртон | 1854—1923  | Велика Британія | Інженер, математик, винахідниця. Перша жінка, що отримала медаль Г'юза за роботу над електричною дугою і піщаними брижами.                             |
| Вірджинія Апгар    | 1909—1974  | США             | Лікарка-анестезіолог в акушерстві, авторка шкали Алгар.                                                                                                |
| Ренді Альтчул      | 1960       | США             | Винахідниця іграшок, зокрема, першого одноразового мобільного телефона. За рік від початку винахідницької діяльності (до 26 років) стала мільйонеркою. |
| Бет Андерсон       | 1961       | США             | Композиторка, винахідниця музичної форми swales на основі колажів і зразків новоствореної музики                                                       |
| Мері Андерсон      | 1866—1953  | США             | Розробниця американської нерухомості, винахідниця леза для очищення скла                                                                               |

## A
- Бетсі Анкер-Джонсон (інженер, фізик)
- Рут Арнон (нар.1 липня 1933 р), ізраїльська біохімік, імунолог, освітянка, викладачка університету
- Барбара Аскінс (нар. 1939), американська хімік

## Б
- Табіса Баббіт (інструментаторка, винахідниця)
- Аліса Пайк Барні (14 січня 1857 — 16 липня 1931), американська художниця
- Патрісія Бат (4 листопада 1942 — 30 травня 2019), офтальмологиня
- Джанет Емерсон Башен (нар. 12 лютого 1957), винахідниця, підприємиця, бізнес-консультантка
- Еллін Еліс Бейлі (16 липня 1880 — 15 грудня 1949), американська дизайнерка, винахідниця
- Міріам Бенджамін (1861—1947), вчителька школи
- Стефанія Бельгійська (1864—1945), письменниця, авторка щоденника
- Рут Р. Бенеріто (хімік)
- Мелітта Бенц (1873—1950), дрезденська домогосподарка, винахідниця паперового фільтра для кави)
- Тереза Берклі (англійська керівниця борделю)
- Барбара Бескінд (нар. 1924), дизайнерка
- Азель Бішоп (американська хімік, засновниця косметичної компанії «Азель Бішоп»)
- Сара Блаклі (американська бізнесвумен-мільярдерка)
- Джоані Бланк (американська підприємиця, письменниця, відеооператорка, секс-освітянка і винахідниця у сфері сексуальності)
- Гелен Бланшар (американська винахідниця у галузі швейних технологій)
- Кетрін Берр Блоджетт (1898—1979), американська фізик, хімік
- Марі Бойвін (1773—1841), французька акушерка, винахідниця і акушерська письменниця
- Марі Ван Бріттан Браун (афроамериканська винахідниця системи домашньої безпеки)
- Рейчел Фуллер Браун (1898—1980), хіміотерапевт
- Марія Браш (американська винахідниця корсету)
- Луїза Бригам (американська дизайнерка меблів, вчителька)
- Івонн Брілл (1924—2013), канадсько-американська інженер
- Марія Христина Брун (1732—1808), хімік
- Сара Бун (1832—1904), афроамериканська винахідниця шляхів поліпшення прасувальної дошки
- Майя Бурганпуркар (фізик)
- Елла Баше(17 листопада 1900 - 13 листопада 1999), перша жінка-фармацевт, створила перший крем на основі AHA кислот

## В
- Рут Вейкфілд (1903—1977), американська шеф-кухарка, створила перше шоколадне печиво
- Еліза Вілбур (астрономка, ботанік, винахідниця, письменниця і видавниця)
- Ненсі Фарлі Вуд (бізнесвумен, винахідниця лінії детекторів іонізуючих випромінювань)

## Г
- Пратібха Гай (хімік, фізик)
- Б'юла Луїза Генрі (1887—1973), американська винахідниця, письменниця
- Барбара Гілмор (винахідниця методу створення сиру)
- Гіпатія (370–415), грецька філософ, математик, астрономка
- Сімоне Гірц (нар. 1 листопада 1990), шведська винахідниця, телеведуча і професійна ютуберка
- Темпл Ґрандін (американська доктор тваринництва і професор в Університеті Колорадо, авторка бестселерів, активістка захисту прав людей з аутизмом)
- Лорі Грейнер (американська телевізійна особа, підприєниця)
- Бетта Несміт Грехем (1924—1980), американська машиністка, винахідниця коректуючого засобу для паперу
- Бессі Блаунт Гріффін (1922—1989) письменниця, фізична терапевт, винахідниця і судова експертка)
- Ольга Д. Гонсалес-Санабрія (пуерториканська вчена і винахідниця)
- Ґрейс Гоппер (1906 —1992), американська вчена в галузі комп'ютерних наук та контр-адміралка військово-морських сил США
- Валері Гантер Гордон (1921—2016), винахідниця підгузків
- Сара Е. Гуд (підприємиця, винахідниця)
- Ерна Шнайдер Гувер (нар. 19 липня 1926), американська математик
- Сара Гуппі (британська винахідниця)

## Д
- Клара Дан (фон Нейман)
- Констанс Дембі (9 травня 1939), співачка, винахідниця експериментальних музичних інструментів, художниця, скульпторка, мультимедійна продюсерка
- Мері Лу Джепсен (нар. 1965), засновниця і генеральна директор компанії Pixel Qi
- Марджорі Джойнер (1896—1994), винахідниця приладу для завивки волосся
- Аманда Джонс (акторка)
- Ельдорадо Джонс (американська винахідниця «Залізної жінки»)
- Крістіна М. Джонсон (нар. 7 травня 1957), американська керівниця бізнесу, інженер, вчена, ректорка Державного університету Нью-Йорка
- Мелісса Джордж (нар. 6 серпня 1976), австралійська акторка, модельєрша
- Маріон Донован (1917—1998), американська винахідниця одноразового підгузка
- Емілі Дункан (письменниця)

## Е
- Береніс Ебботт[en] (1898—1991), фотографка
- Еллен Еглін (1849—1890), афроамериканська винахідниця віджиму одягу для пральних машин
- Гертруда Белл Елайон (1918—1999) американська біохімік, фармакологиня
- Амалія Еріксон (1824—1923) шведська підприємиця, винахідниця палички для льодяника
- Джудіт Ессер-Міттаг (нар. 1921), німецька лікарка-гінеколог
- Маргарет Етвуд (18 листопада 1939), канадська феміністська письменниця, поетеса, літературна критикиня, активістка захисту довкілля

## Є
- Марія Єврейка (винахідниця алхімічної школи)

## К
- Роуз Каммінг (1887—1968), декораторка інтер'єру
- Роксі Енн Каплін (1793—1888), винахідниця, письменниця
- Стефані Кволек (1923—2014), американська хімік, винахідниця кевлару
- Ганна Кейхлін
- Мері Беатріс Девідсон Кеннер (1912—2006), афроамериканська винахідниця
- Філіпс Маргарет Токі Керрідж (акторка)
- Джеймі Лі Кертіс  (нар. 22 листопада 1958), американська акторка, письменниця
- Марі Кіллік (винахідниця сапфірової голки для грамофона)
- Елізабет Кінгслі (1922—1995), винахідниця подвійного-crostic
- Аделаїда Клакстон (1811—1881), британська художниця
- Едіт Кларк (1883—1959), інженер-електрик, професор електротехніки в Техаському університеті в Остині)
- Інга Стівенс Пратт Кларк (1906—1970), американська художниця, ілюстраторка книг)
- Анна Кляйн (американська модельєрка)
- Джозефіна Кокрейн (1839—1913), американська винахідниця машини для миття посуду
- Лінн Конвей (нар. 10 січня 1938), американська комп'ютерна вчена, інженер-електронік
- Марта Костон (американська винахідниця сигнальних ракет)
- Елеонора Коуд (1709—1796), англійська художниця
- Каресс Кросбі (1898—1929), винахідниця бюстгалтера
- Емілі Куммінс (нар. 11 лютого 1987), англійська винахідниця
- Діпіка Куруп (нар. 1998), американсько-індійська хімік, винахідниця методу очищення води за допомогою сонячної енергії

## Л
- Геді Ламар (1914—2000), австрійська математично обдарована акторка кіно, винайшла методи розширення спектра зв'язку та стрибкоподібного перестроювання робочої частоти, необхідні для бездротового зв'язку від докомп'ютерної ери і до наших днів
- Естер Ледерберг (1922—2006), американська мікробіолог, імунолог, піонерка генетики бактерій
- Соня де Леннарт (нар. 21 мая 1920) — винахідниця штанів капрі
- Крикет Лі (американська акторка)

## М
- Вірджинія Маєрс (1906—1975), американська танцюристка
- Мелані Майрон (нар. 20 жовтня 1952), американська акторка, режисерка, сценаристка, продюсерка
- Енн Макосинська (винахідниця ліхтарика, який працює від тепла тіла)
- Марі Марвінгт (1875—1963), французька авіаторка, спортсменка, лікарка, журналістка
- Елізабет Голловей Марстон (1893—1993), американська психолог
- Міша Маховальд (1963—1996), американська біолог, піонерка інженерної нейробіології
- Енні Мелоун (афроамериканська підприємиця, винахідниця і філантропка)
- Флоренс Мелтон (1911—2007), американська винахідниця домашніх капців
- Мері Шерман Морган (1921—2004), американська дослідниця ракетного топлива

## Н
- Маргарет Е. Найт (1838—1914), винахідниця паперових торб

## П
- Анна Павлова (1881—1931), російська акторка балету, балерина Маріїнського театру
- Жанна Павер (нар. 25 вересня 179), французька натуралістка
- Бонні Пембертон (акторка кіно)
- Радія Перлман (нар. 1951), американська програмістка, авторка Spanning Tree Protocol

## Р
- Сибілла Мастерс (1675—1720), американська винахідниця
- Сільвія Ратнасамі (нар. 1976), бельгійська вчена, винахідниця хеш-таблиці
- Анхела Руїс Роблес (винахідниця "механічної енциклопедії")
- Лотарингія Ротман (1932—2007), засновниця феміністичного руху клініки самодопомоги

## С
- Омоуунмі Садік (нігерійська професор, хімік)
- Віна Сахаджвала (винахідниця, професор матеріалознавства на факультеті природничих наук в університеті Австрії)
- Джейнс Свонсон (американська винахідниця програмного забезпечення)

## Т
- Естер Такеучі (нар. 8 вересня 1953), інженер-хімік
- Елізабет Талбот (1527—1608), британська політологиня, активістка
- Марія Телкеш (1900—1995), угорсько-американська винахідниця, працювала над технологіями сонячної енергії)
- Енн Тинг (архітекторка, професор)
- Валері Томас (австралійська письменниця)

## У
- Мері Волтон (нар.1954), акторка кіно
- Сандра Ворнер (американська акторка, фотомодельєрка, співачка)

## Ф
- Міра Джульєтта Фаррелл (кіноакторка)
- Фіона Фергерст (дизайнерка, авторка костюму для плавання)
- Ліндсі Філліпс (нар. 7 грудня 1984), підприємиця, засновниця компанії з виробництва взуття для жінок

## Х
- Манді Габерман — англійська винахідниця, підприємиця
- Еліза Гармон — фізик
- Марта Матильда Гарпер — підприємиця
- Діана Гарт — канадсько-американська письменниця, модельєрка, камердинерка)
- Рут Гендлер — американська підприємиця, створила ляльку Барбі
- Марті Герст — професор Школи інформації Каліфорнійського університету у Берклі, комп'ютерна лінгвістка
- Елізабет Голмс — американська бізнесвумен
- Інгеборг Гохмайр — австрійська винахідниця слухового імплантату

## Ц
- Рейчел Ціммерман (нар. 1972), канадська винахідниця

## Ч
- Леона Чалмерс (нар. 1900), американська акторка, письменниця
- Кеті Чан (нар. 1982), акторка
- Мелані Чартофф (нар. 1948), американська акторка, режисерка, продюсерка
- Джойс Чен (1917—1994), китайсько-американська кухарка, рестораторка, письменниця, телеведуча, підприємиця

## Ш
- Патсі Шерман — американська хімік
- Беатріс Шилінг (1909—1990), авіаційний інженер, автогонщиця
- Ліна Штерн (1875—1968), радянська вчена-біохімік, фізіолог і гуманістка

## Я
- Розалін Сасмен Ялов (1921—2011), американська біофізик
- Ден Янг — китайська винахідниця системи змішаного навчання, освітянка